# Reattivi di Gilman

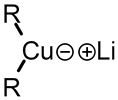
Struttura generale dei reattivi di Gilman

I reattivi di Gilman sono composti organo-rame contenenti litio, di formula generale R2CuLi, dove R è un radicale organico. I reattivi di Gilman furono scoperti da Henry Gilman nel 1952. Sono utili perché reagiscono con alogenuri organici, sostituendo l'alogeno con il gruppo organico R; e in questo modo, si possono costruire molecole più grandi a partire da molecole più piccole.

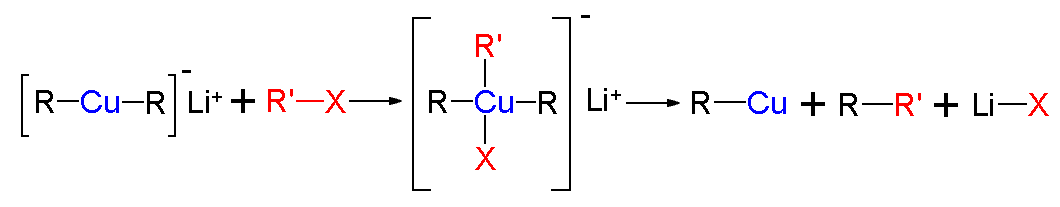
Reazione chimica generale che mostra un reattivo di Gilman che reagisce con un alogenuro organico. Il prodotto è R–R'. Tra parentesi quadre è illustrato l'intermedio di reazione di Cu(III).

## Storia
Nel 1918, durante un viaggio di studio in Europa, Henry Gilman incontrò molti scienziati, tra i quali Victor Grignard a Parigi, rimanendo affascinato dalle possibilità chimiche dei reattivi di Grignard. Gilman dedicò gran parte delle sue ricerche alla chimica organometallica, e molti anni più tardi (1952) scoprì questi reattivi quando era professore di chimica organica presso la Iowa State University.

## Sintesi e struttura
Come esempio di sintesi, il dimetilcuprato di litio, (CH3)2CuLi si prepara aggiungendo ioduro di rame(I) a metillitio in tetraidrofurano a –78 °C:
{\displaystyle {\ce {CuI + 2CH3Li -> (CH3)2CuLi + LiI}}}
I reattivi di Gilman possono avere strutture complesse, sia in solido che in soluzione. In dietiletere il dimetilcuprato di litio assume una forma dimera con un ciclo a otto membri, dove i due atomi di litio sono coordinati tra due gruppi etilici. Analogamente, il difenilcuprato di litio allo stato solido forma un eterato dimero di formula [{Li(OEt2)}(CuPh2)]2:
Se i cationi Li+ sono eliminati catturandoli con un etere corona come il 12-corona-4, il frammento diorganocuprato rimanente assume una forma dove il rame è coordinato con geometria lineare: